# 市川正樹
市川 正樹（いちかわ まさき）は、日本の内閣府官僚。大和総研主席研究員、内閣官房内閣審議官兼領土・主権対策企画調整室長、経済社会総合研究所次長などを経て、連合総合生活開発研究所所長。

## 人物・経歴
1983年東京大学工学部計数工学科卒業、経済企画庁入庁。経済企画庁調整局調整課課長補佐、世界平和研究所主任研究員を経て、1998年経済企画庁調整局調整課貿易投資対策官。2000年経済企画庁長官官房企画課広報室長。2002年内閣府男女共同参画局参事官。2003年内閣府参事官（経済見通し担当）（政策統括官（経済財政－運営担当）付）。
2005年内閣府大臣官房参事官。2007年内閣府大臣官房国際課長。2008年内閣府大臣官房政策評価広報課長。2009年経済社会総合研究所総務部長。2011年経済社会総合研究所総括政策研究官。2012年大和総研調査本部主席研究員。2014年経済社会総合研究所総括政策研究官、内閣府大臣官房審議官、官民競争入札等監理委員会事務局長。
2015年内閣官房内閣審議官（内閣官房副長官補付）、内閣官房領土・主権対策企画調整室長。2017年経済社会総合研究所次長。2019年退官、東洋大学大学院経済学研究科客員教授。2021年昭和女子大学総合教育センター特命教授。2022年昭和女子大学全学共通教育センター特命教授、連合総合生活開発研究所所長。

## 著書
- 『公民連携に関する基礎的一考察 : 「規制緩和+民間委託」を中心に見た現状と今後の課題』内閣府経済社会総合研究所 2015年
- 『経済指標を見るための基礎知識』大和総研調査本部 2014年
- 『文系のためのデータサイエンス・AI入門』学術図書出版社 2023年